# Penelope Spheeris
Penelope Spheeris (Nueva Orleans, Luisiana; 2 de diciembre de 1946) es una directora de cine, productora y guionista estadounidense. Es conocida por dirigir la trilogía de documentales The Decline of Western Civilization y por la película Wayne's World, su producción más exitosa comercialmente con más de $100 millones de dólares recaudados.

## Biografía
Durante su infancia, Spheeris viajó a lo largo de Estados Unidos junto a sus padres, quienes trabajaban en un circo. En 1974, se graduó de la escuela de cine de UCLA, y funció una productora especializada en videos musicales, Rock ‘n Reel. Su ópera prima, Uncle Tom's Fairy Tales, fue escrita y protagonizada por Richard Pryor, quien en sus últimos años de vida demandó a Spheeris por los derechos y estreno de la película.
En 1981, realizó el documental The Decline of Western Civilization, enfocado en la escena punk californiana de finales de los años 70, e incluyó entrevistas y música de Black Flag, Circle Jerks, X, Alice Bag Band, Germs y Catholic Discipline. 7 años después, estrenó el documental The Metal Years, enfocado en bandas de hair metal de los años 80, como Aerosmith, Alice Cooper, Kiss, Megadeth, Motörhead, Ozzy Osbourne y W.A.S.P., y donde explora sus estilos de vida y la filosfía de la época. Gracias a estos documentales, fue elegida para dirigir la comedia Wayne's World, basada en los personajes creados por Mike Myers y Dana Carvey para Saturday Night Live, y la que le abrió las puertas para trabajar en más películas hollywoodenses.
En 2021, en una entrevista con Pat Saperstein de Variety, Spheeris compartió que trabajar con los hermanos Weinstein en la película Senseless fue una pesadilla y que, tras su fracaso en taquilla, ellos empezaron a hablar mal de ella y no pudo continuar dirigiendo. Tras esa experiencia, realizó la tercera parte de su serie The Decline of Western Civilization, enfocada en los jóvenes punk sin hogar de Los Ángeles a finales de la década de los 90. Desde entonces, ha trabajado en películas para televisión y está retirada.

## Filmografía
| Año  | Título                                                       | Notas                                         |
| ---- | ------------------------------------------------------------ | --------------------------------------------- |
| 2012 | The Real St. Nick                                            | Película para televisión                      |
| 2011 | Five                                                         | Película para televisión, segmento "Cheyanne" |
| 2010 | Balls to the Wall                                            |                                               |
| 2005 | The Kid & I                                                  |                                               |
| 2004 | Cracking Up                                                  | Serie de televisión, 1 episodio               |
| 2003 | The Crooked E: The Unshredded Truth About Enron              | Película para televisión                      |
| 2001 | We Sold Our Souls for Rock 'n Roll                           |                                               |
| 2000 | Dear Doughboy                                                | Película para televisión                      |
| 1999 | Hollywierd                                                   |                                               |
| 1998 | No Use Walkin' When You Can Stroll                           | Cortometraje                                  |
| 1998 | Applewood 911                                                | Película para televisión                      |
| 1998 | Senseless                                                    |                                               |
| 1998 | The thing in Bob's garage                                    |                                               |
| 1998 | The Decline of Western Civilization Part III                 |                                               |
| 1996 | Black Sheep                                                  |                                               |
| 1994 | The Little Rascals                                           |                                               |
| 1993 | Danger Theatre                                               | Serie de televisión, 3 episodios              |
| 1993 | The Beverly Hillbillies                                      |                                               |
| 1992 | Wayne's World                                                |                                               |
| 1992 | Queen: 'Bohemian Rhapsody (Wayne's World Version)'           | Video musical                                 |
| 1991 | UFO Abductions                                               | Película para televisión                      |
| 1991 | Visitors from the Unknown                                    |                                               |
| 1991 | Prison Stories: Women on the Inside                          |                                               |
| 1990 | Megadeth: 'No More Mr. Nice Guy'                             | Video musical                                 |
| 1989 | Thunder and Mud                                              |                                               |
| 1988 | Megadeth: 'In my darkest hour'                               | Video musical                                 |
| 1988 | Night Ranger: 'I did it for love'                            | Video musical                                 |
| 1988 | The Decline of Western Civilization Part II: The Metal Years |                                               |
| 1987 | Dudes                                                        |                                               |
| 1986 | Hollywood Vice Squad                                         |                                               |
| 1985 | The Boys Next Door                                           |                                               |
| 1983 | Suburbia                                                     |                                               |
| 1981 | The Decline of Western Civilization                          |                                               |
| 1972 | Hats off to Hollywood                                        | Cortometraje                                  |
| 1971 | I don't know                                                 | Cortometraje                                  |
| 1969 | The National Rehabilitation Center                           | Cortometraje                                  |
| 1969 | Shit                                                         | Cortometraje                                  |
| 1969 | Bath                                                         | Cortometraje                                  |
| 1969 | Uncle Tom's Fairy Tales                                      |                                               |
| 1968 | Boys and Crows                                               | Cortometraje                                  |
| 1968 | Synthesis                                                    | Cortometraje                                  |